# Giếng phóng tên lửa đạn đạo liên lục địa

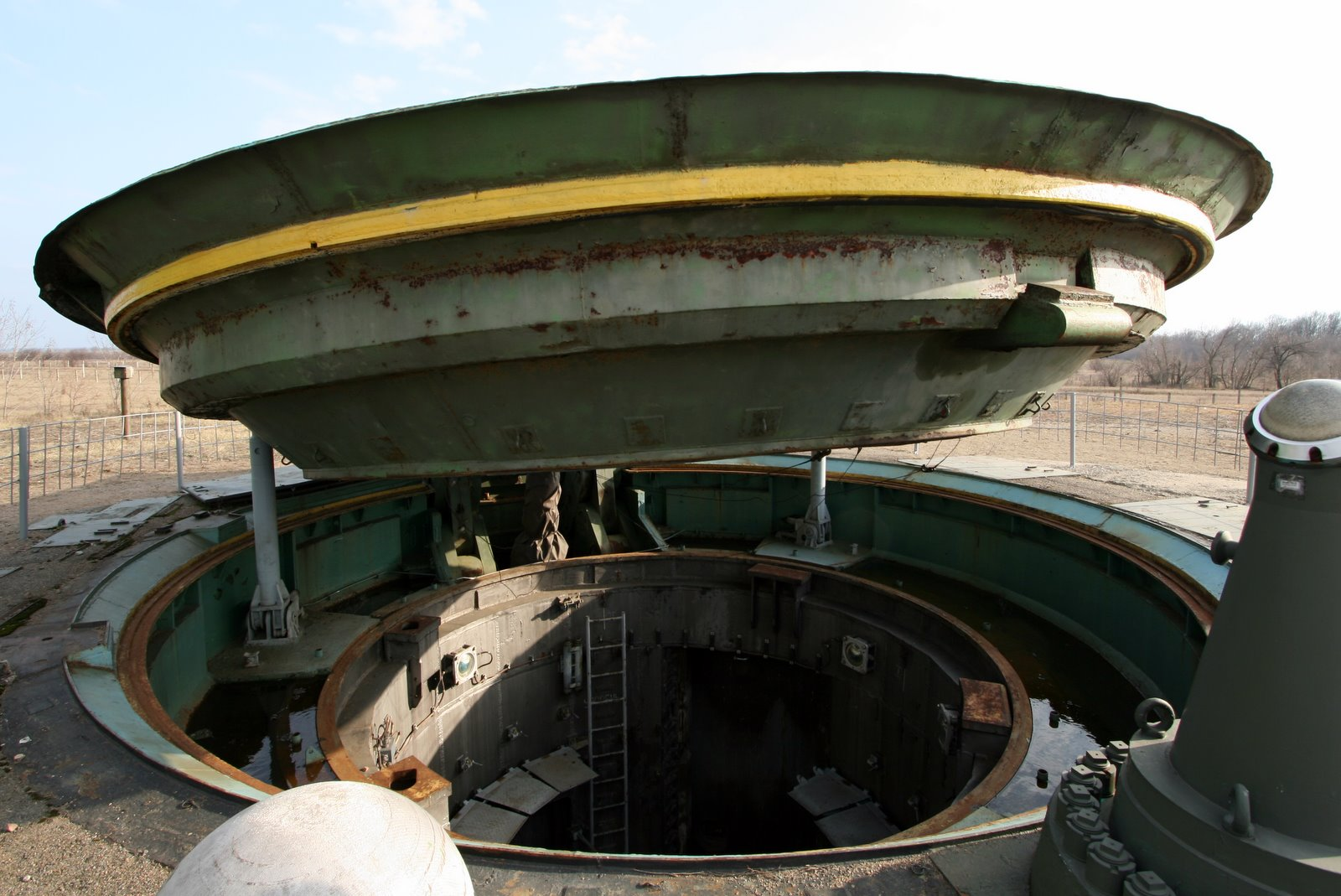
Giếng phóng của tên lửa RT-23 Molodets (SS-24) tại Bảo tàng Lực lượng tên lửa chiến lược, Ukraine.

Giếng phóng tên lửa đạn đạo, hay đầy đủ hơn là tổ hợp phóng tên lửa đạn đạo (missile launch facility), hay giếng phóng ngầm (underground missile silo), tổ hợp phóng tên lửa launch facility (LF), hoặc nuclear silo, là một cấu trúc hình trụ thẳng đứng đặt ngầm dưới mặt đất, có nhiệm vụ lưu trữ và phóng tên lửa đạn đạo liên lục địa ICBM, tên lửa đạn đạo tầm trung-xa (IRBM), tên lửa đạn đạo tầm trung (MRBM). Cấu trúc tương tự cũng được sử dụng cho các tổ hợp tên lửa chống tên lửa đạn đạo ABM.
Thông thường, tên lửa sẽ đặt ngầm dưới đất, cách mặt đất một khoảng, được bảo vệ bởi cửa sập chống vụ nổ hạt nhân phía trên. Chúng thường được kết nối, vật lý hoặc bằng điện với trung tâm điều khiển phóng tên lửa.
Sau khi Liên Xô đưa vào trang bị UR-100 còn Mỹ đưa vào trang bị dòng tên lửa LGM-25C Titan II, giếng phóng tên lửa đã được thay đổi vào năm 1960s. Cả hai loại tên lửa ICBM này đều sử dụng nhiên liệu là hypergolic propellant, với khả năng tích trữ trong thân tên lửa, giúp tên lửa có thể phóng ngay lập tức. Cả Liên Xô và Hoa Kỳ đều đưa các hệ thống tên lửa nhiên liệu lỏng xuống dưới các giếng phóng ngầm. Với việc ra đời hệ thống tên lửa ICBM sử dụng chất đẩy rắn, vào cuối những năm 1960s, việc di chuyển nạp tên lửa vào giếng phóng và phóng tên lửa được diễn ra dễ dàng hơn.
Các giếng phóng tên lửa ngầm vẫn là hệ thống phóng tên lửa Đạn đạo chủ yếu và các cơ sở phóng tên lửa vẫn còn hoạt động kể từ những năm 1960s. Việc tăng độ chính xác của hệ thống dẫn đường quán tính đã làm các giếng phóng trở nên dễ bị tổn thương hơn thời những năm 1960s.
Ngoài các cơ sở dưới lòng đất, tên lửa đạn đạo có thể được phóng từ các cơ sở trên mặt đất hoặc có thể được phóng từ các bệ di động, ví dụ như xe mang phóng tự hành (TEL), tàu hỏa, tàu ngầm mang tên lửa đạn đạo hoặc máy bay.

## Phát xít Đức
Tổ hợp ngầm La Coupole là tổ hợp phóng tên lửa đạn đạo đầu tiên được Đức quốc xã phát triển và là thiết kế khởi đầu cho các giếng phóng hiện nay. Vị trí tổ hợp này nằm phía Bắc nước Pháp bị quân Đức chiếm, từ năm 1943 đến 1944 nó đã là tổ hợp phóng tên lửa V-2. Tổ hợp được thiết kế để làm bệ phóng tên lửa V-2. Tổ hợp được thiết kế với mái vòm làm bằng bê tông cốt thép giúp lưu trữ số lượng lớn đạn tên lửa V-2 cùng đầu đạn và nhiên liệu. Hàng tá tên lửa được nạp nhiên liệu trong ngày, chuẩn bị và được đưa ra ngoài trời, phóng đi từ một trong hai bệ phóng tên lửa ngoài trời nhằm vào mục tiêu là London và miền Nam nước Anh. Một tổ hợp tương tự là Blockhaus d'Eperlecques, được xây dựng cách 14,4 km Bắc-Tây Bắc La Coupole.
Sau khi bị đánh bom nặng nề trong các cuộc không kích của quân Đồng minh trong Chiến dịch Crossbow, người Đức đã không thể hoàn thành việc xây dựng và tổ hợp không thể đưa vào hoạt động.

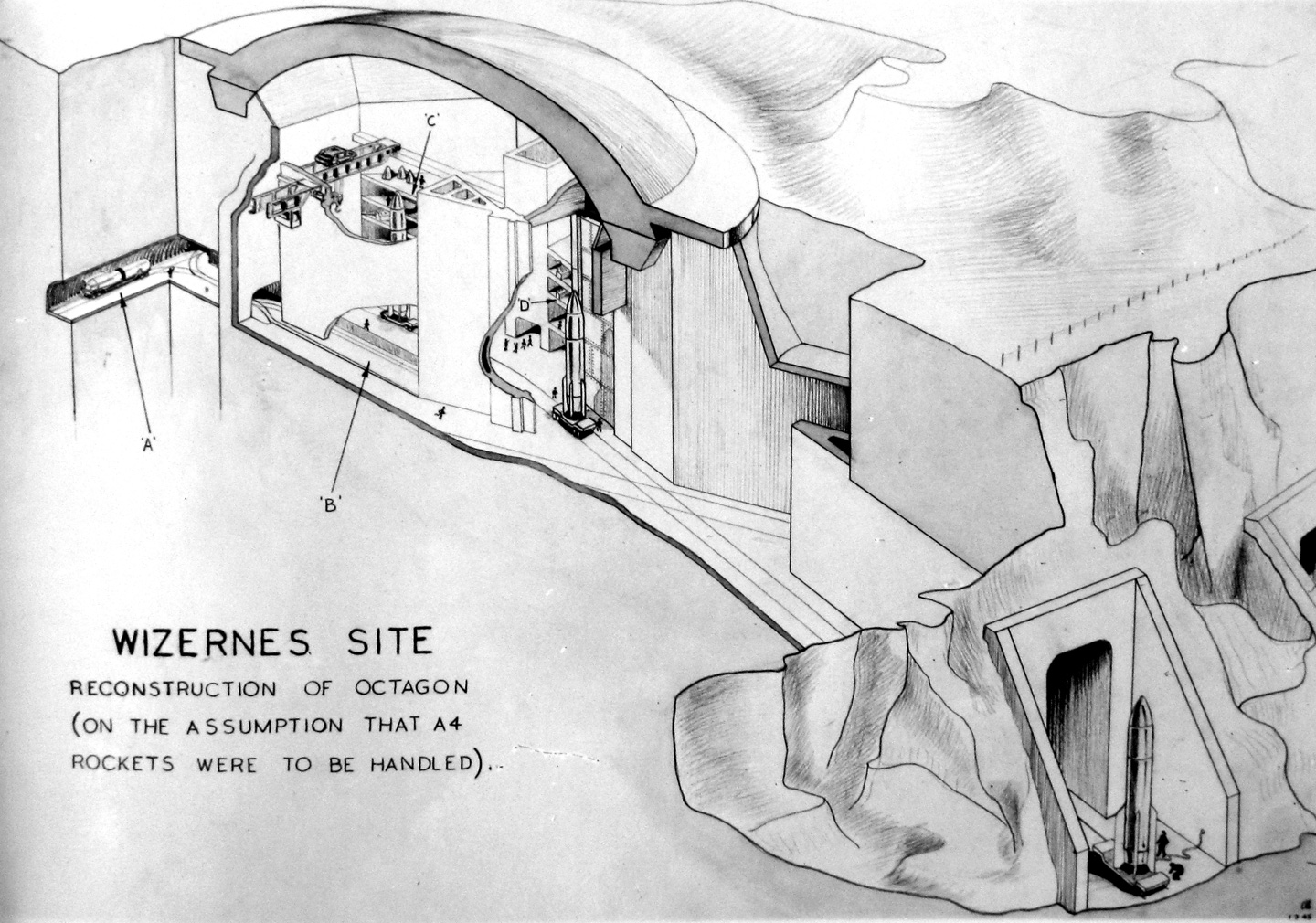
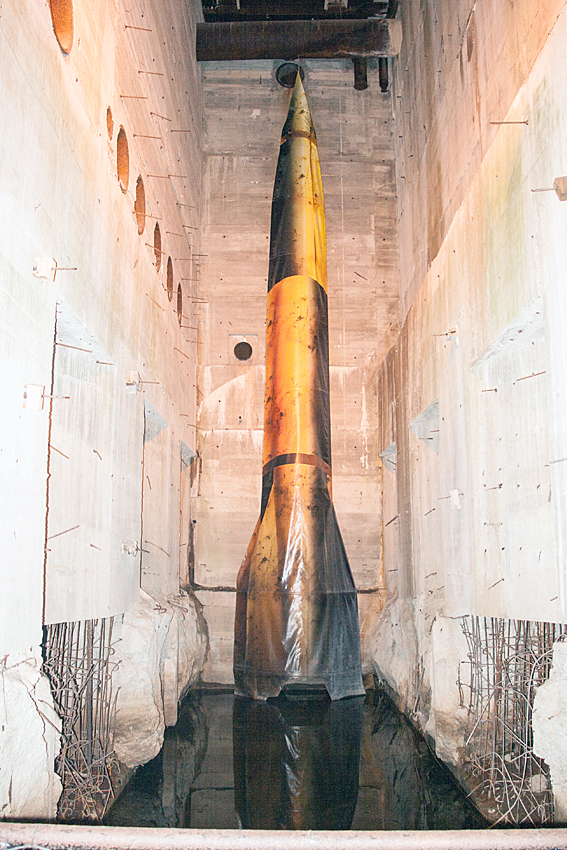

## Hoa Kỳ
Ý tưởng của người Anh về việc triển khai hệ thống phóng tên lửa ngầm đã được người Mỹ phát triển xa hơn để áp dụng cho các cơ sở phóng tên lửa đạn đạo liên lục địa. Phần lớn các giếng phóng ngầm được đặt tại các Bang như Colorado, Nebraska, North Dakota, South Dakota, Missouri, Montana, Wyoming và một số Bang khác. Có ba lý do chính để chọn địa điểm đặt giếng phóng tên lửa: giúp giảm đường bay giữa Mỹ và Liên Xô, do tên lửa sẽ đi vòng qua Canada qua Bắc Cực; tăng thời gian cảnh báo tên lửa tấn công trong một cuộc chiến tranh tổng lực hạt nhân. Các tổ hợp này có một vài hệ thống cảnh báo để tránh bị xâm nhập và một vài hệ thống phòng thủ (Xem Safeguard Program). Bổ sung cho ba lí do bên trên, Không quân Hoa Kỳ cũng có một số yêu cầu đối với tổ hợp phóng tên lửa đạn đạo là phải đủ gần với khu dân cư 50.000 dân để có sự hỗ trợ cộng đồng, và đủ xa để đảm bảo khi bị tấn công bởi vụ nổ 10 MT sẽ không làm thiệt hại đối với cơ sở phóng gần nhất. Từ năm 1961 đến năm 1966, quân đội Mỹ đã xây dựng tổng cộng 1.000 hầm chứa tên lửa Minuteman.
Hoa Kỳ bố trí nhiều giếng phóng tên lửa ở vùng Trung Tây nước Mỹ, cách xa các vùng dân cư lớn. Nhiều silo được xây dựng tại Colorado, Nebraska, South Dakota, và Bắc Dakota. Hoa Kỳ đã dành nỗ lực và kinh phí đáng kể trong những năm 1970 và 1980 để thiết kế một hệ thống thay thế, nhưng không có thiết kế tổ hợp phóng mới nào được xây dựng.
Hoa Kỳ có nhiều đầu đạn hạt nhân đặt trong hầm ngầm đang được biên chế, tuy nhiên, số lượng đầu đạn phóng từ tên lửa ICBM silo đã giảm số lượng xuống còn khoảng 1800, chuyển sang tập trung đầu đạn hạt nhân cho tên lửa đạn đạo phóng từ tàu ngầm hạt nhân và tập trung vào các loại vũ khí thông thường tiên tiến hơn.
Ngày nay các tổ hợp giếng phóng tên lửa vẫn còn tồn tại dù nhiều tổ hợp đã ngừng hoạt động và loại bỏ các vật liệu nguy hiểm. Sự gia tăng các hầm chứa tên lửa ngừng hoạt động đã khiến chính phủ phải bán một số giếng phóng tên lửa các cá nhân. Một số người mua chuyển đổi chúng thành những ngôi nhà độc đáo, hầm trú ẩn hoặc sử dụng chúng cho các mục đích khác. Chúng là những địa điểm thu hút khách du lịch khám phá.

### Tổ hợp Atlas
Tên lửa Atlas sử dụng bốn phiên bản tổ hợp phóng tên lửa khác nhau.
- Phiên bản đầu tiên, các bệ phóng nằm thẳng đứng và bệ phóng tên lửa được đặt bên trên mặt đất, tại Căn cứ Không quân Vandenberg ở Bờ biển miền Trung California.
- Phiên bản thứ hai được cất giữ theo chiều ngang trong một cấu trúc giống như nhà kho với mái có thể thu vào, sau đó được nâng lên thẳng đứng và phóng tại Căn cứ Không quân Francis E. Warren ở Wyoming.
- Phiên bản thứ ba được cất giữ theo chiều ngang trong một tòa nhà bê tông, sau đó được nâng lên thẳng đứng ngay trước khi phóng. Những thiết kế được bảo vệ khá kém này là hậu quả của việc sử dụng nhiên liệu lỏng đông lạnh, yêu cầu tên lửa khi không trực chiến phải được tháo hết nhiên liệu và nhiên liệu lỏng siêu lạnh chỉ được bơm nhiên liệu ngay trước khi phóng.
- Phiên bản thứ tư tên lửa được cất giữ thẳng đứng trong các hầm chứa dưới ngầm lòng đất dành cho SM-65 Atlas F. Chúng được bơm nhiên liệu bên trong silo, và sau đó vẫn phải nâng lên bên trên mặt đất trước khi phóng tên lửa.

### Tổ hợp phóng tên lửa Titan
Tên lửa Titan I sử dụng cùng loại silo với Atlas phiên bản thứ tư.
ICBM LGM-25C Titan II đã ngừng hoạt động có một trung tâm điều khiển phóng ICBM. Tên lửa Titan (cả phiên bản I và II) được đặt gần nhân viên điều hành và chỉ huy. Việc tiếp cận tên lửa được thực hiện thông qua các đường hầm nối trung tâm điều khiển phóng và cơ sở phóng. Một ví dụ về điều này có thể được nhìn thấy tại Bảo tàng Tên lửa Titan, nằm ở phía nam Tucson, Arizona.
Các vụ tai nạn nổi tiếng
- Cháy tại giếng phóng Titan II số 373-4 – 1965 Searcy missile silo fire
- Vụ nổ tại giếng phóng Titan II số 374-7 – 1980 Damascus Titan missile explosion

### Cơ sở phóng tên lửa Minuteman
Tên lửa đạn đạo nhiên liệu rắn LGM-30 series Minuteman I, II, III, và LGM-118 Peacekeeper bao gồm một trung tâm chỉ huy phóng tên lửa có khả năng điều khiển 10 giếng phóng. Năm trung tâm điều khiển và 50 bệ phóng tên lửa tạo thành một Lữ đoàn tên lửa. Ba lữ đoàn tạo thành một Phi đoàn tên lửa liên lục địa. Các biện pháp được thực hiện sao cho nếu bất kỳ trung tâm chỉ huy nào bị vô hiệu hóa, một trung tâm điều khiển khác trong Phi đoàn sẽ nắm quyền kiểm soát 10 ICBM của nó.
Các giếng phóng LGM-30 và Trung tâm chỉ huy chỉ cách nhau vài dặm, chỉ được kết nối bằng điện tử. Khoảng cách này đảm bảo rằng một cuộc tấn công hạt nhân chỉ có thể vô hiệu hóa một số lượng rất nhỏ ICBM, khiến số còn lại có khả năng được phóng ngay lập tức.

### Cơ sở phóng tên lửa Peacekeeper
Dense Pack là cấu hình được Mỹ dự kiến sử dụng làm cấu hình triển khai bệ phóng tên lửa LGM-118 Peacekeeper, được phát triển dưới thời Tổng thống Reegan, với thiết kế được tối đa hóa khả năng sống sót của bệ phóng tên lửa trong trường hợp bị tấn công phủ đầu bất ngờ bằng vũ khí hạt nhân. Theo chiến lược này, một sê ti mười đến mười hai giếng phóng tên lửa sẽ được đặt thẳng hàng cạnh nhau. Ý tưởng là để vô hiệu hóa tổ hợp phóng tên lửa, kẻ thù sẽ buộc phải phóng nhiều tên lửa, và các tên lửa sẽ bắn tới vào thời điểm khác nhau. Các tên lửa bắn tới muộn hơn sẽ có thể bay xuyên qua đám mây mảnh vụn từ vụ nổ hạt nhân ban đầu, làm tổn hại đến các tên lửa phóng tới sau đó và làm hạn chế năng lượng nổ của chúng. Tuy nhiên cấu hình này chưa bao giờ được triển khai.

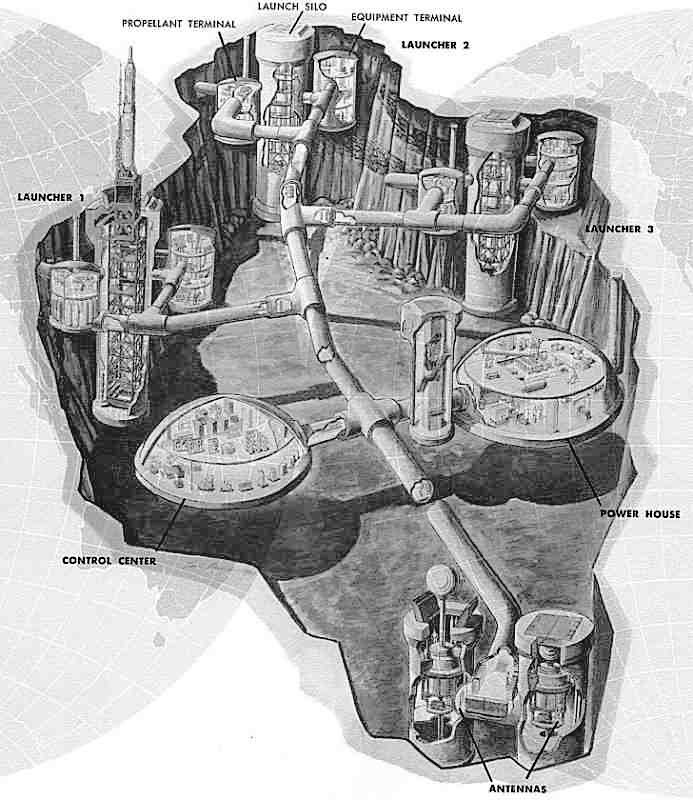
Tổ hợp phóng tên lửa Titan I
Tổ hợp phóng tên lửa Titan I 2A.
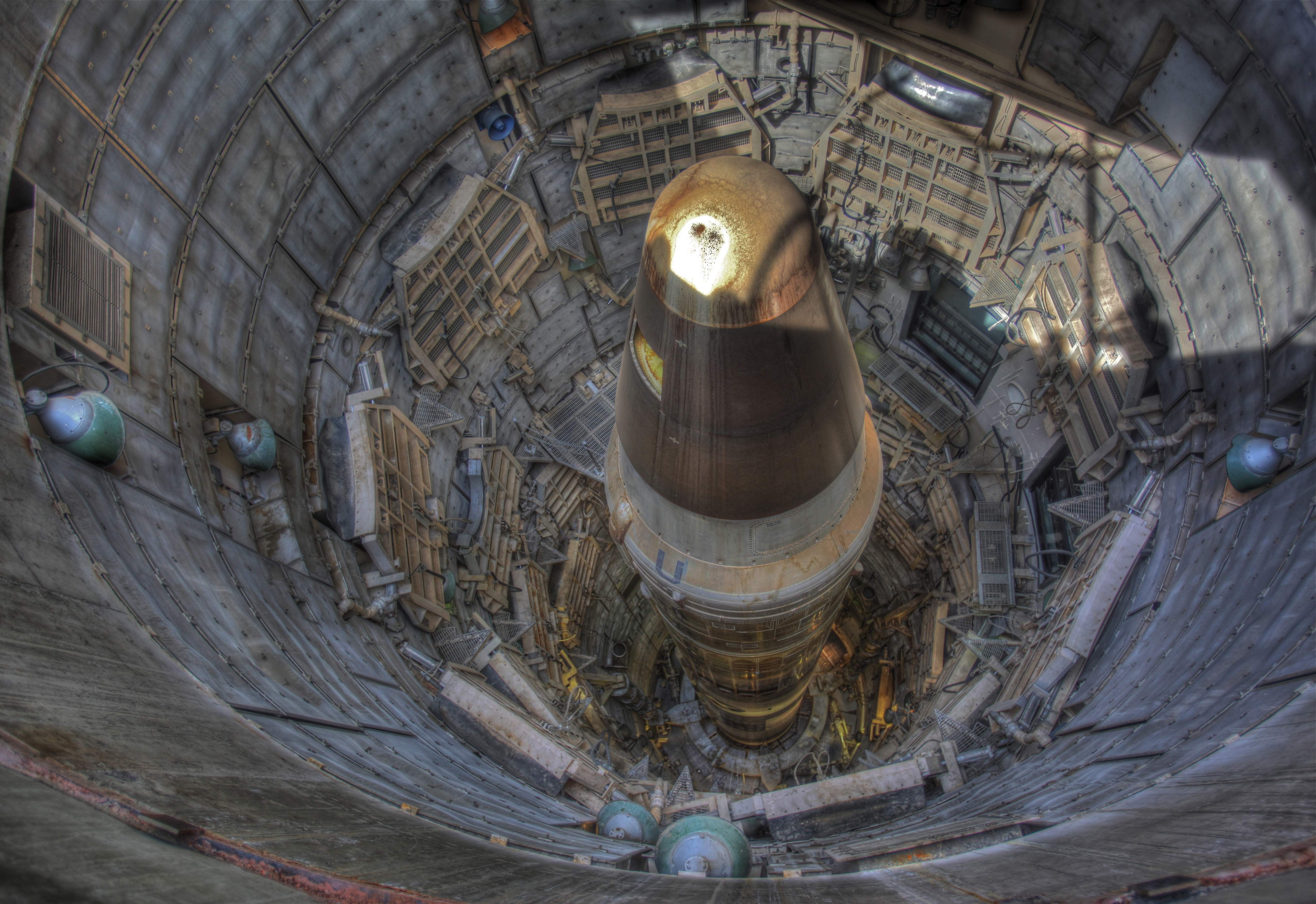
ICBM Titan II trong tổ hợp giếng phóng 571-7.
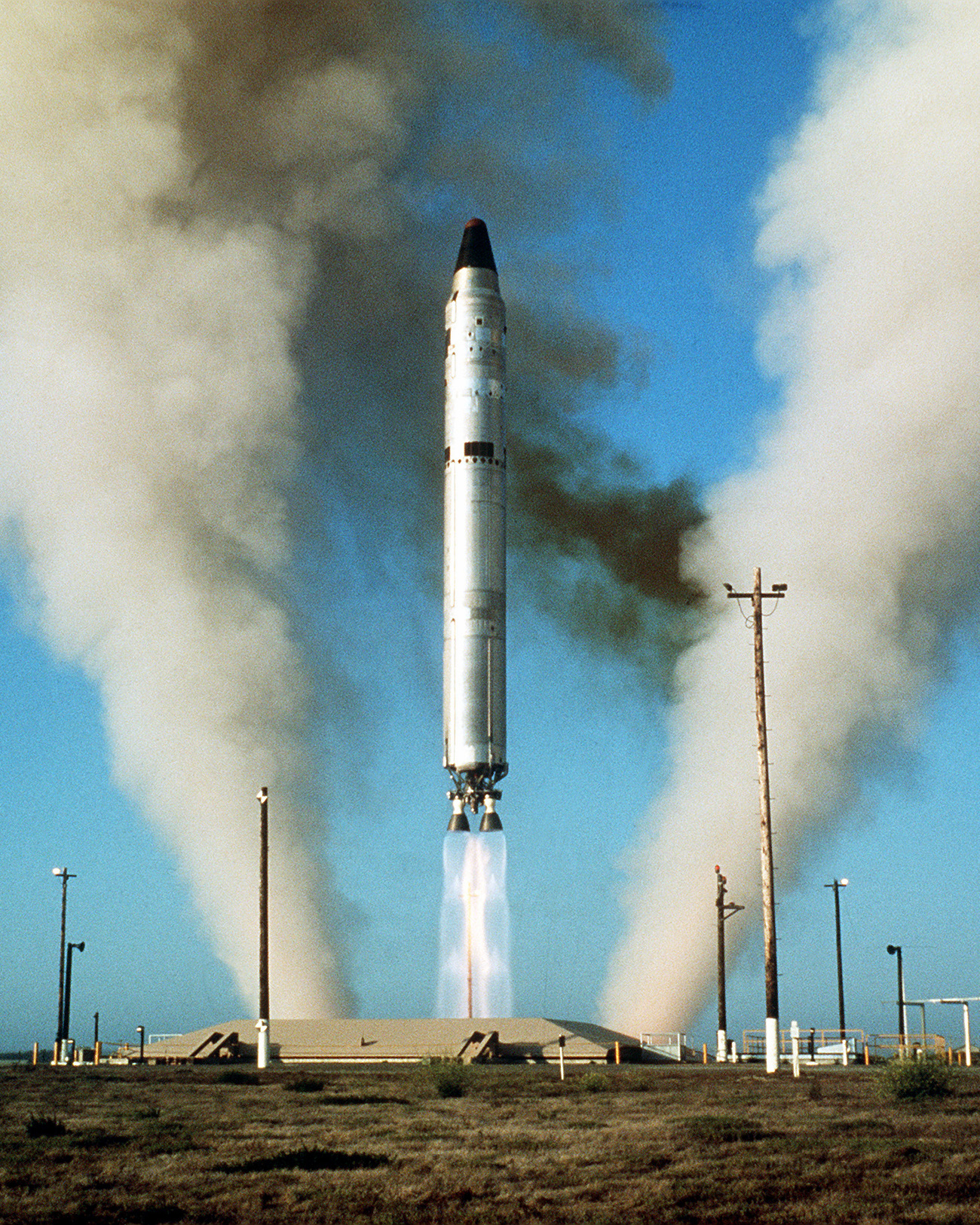
Thử nghiệm phóng tên lửa ICBM Titan-II, căn cứ không quân Vandenber
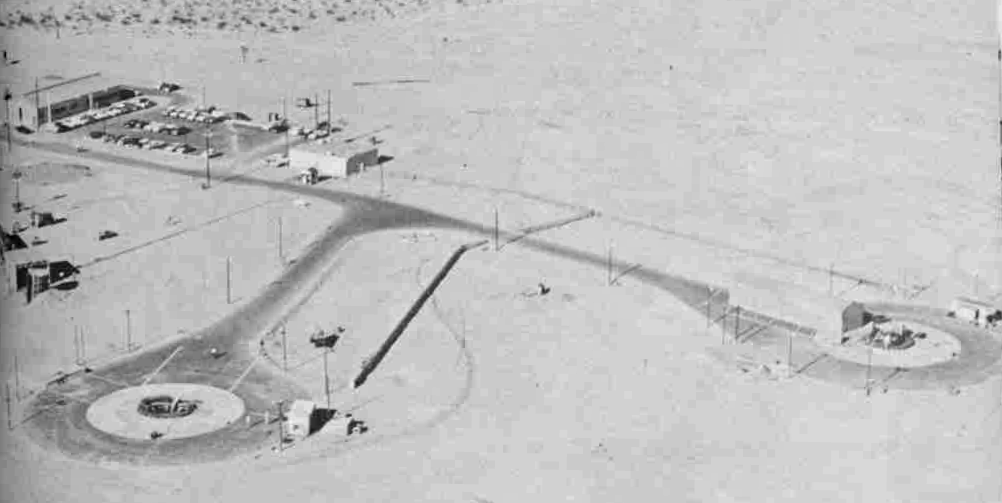
Tổ hợp phóng thử tên lửa ICBM Minuteman I tại căn cứ không quân Edwards.
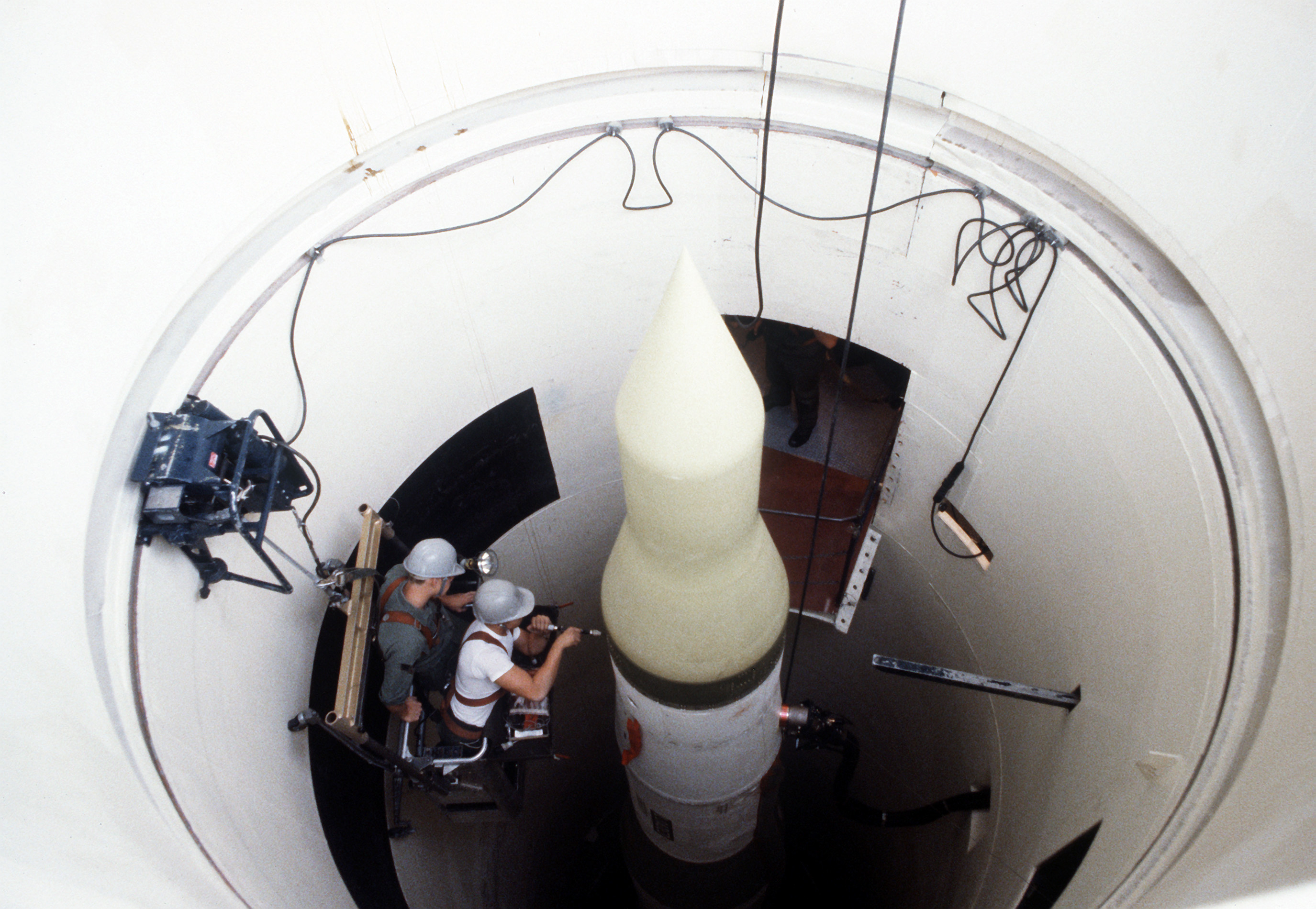
Tổ hợp phóng tên lửa Minuteman II.
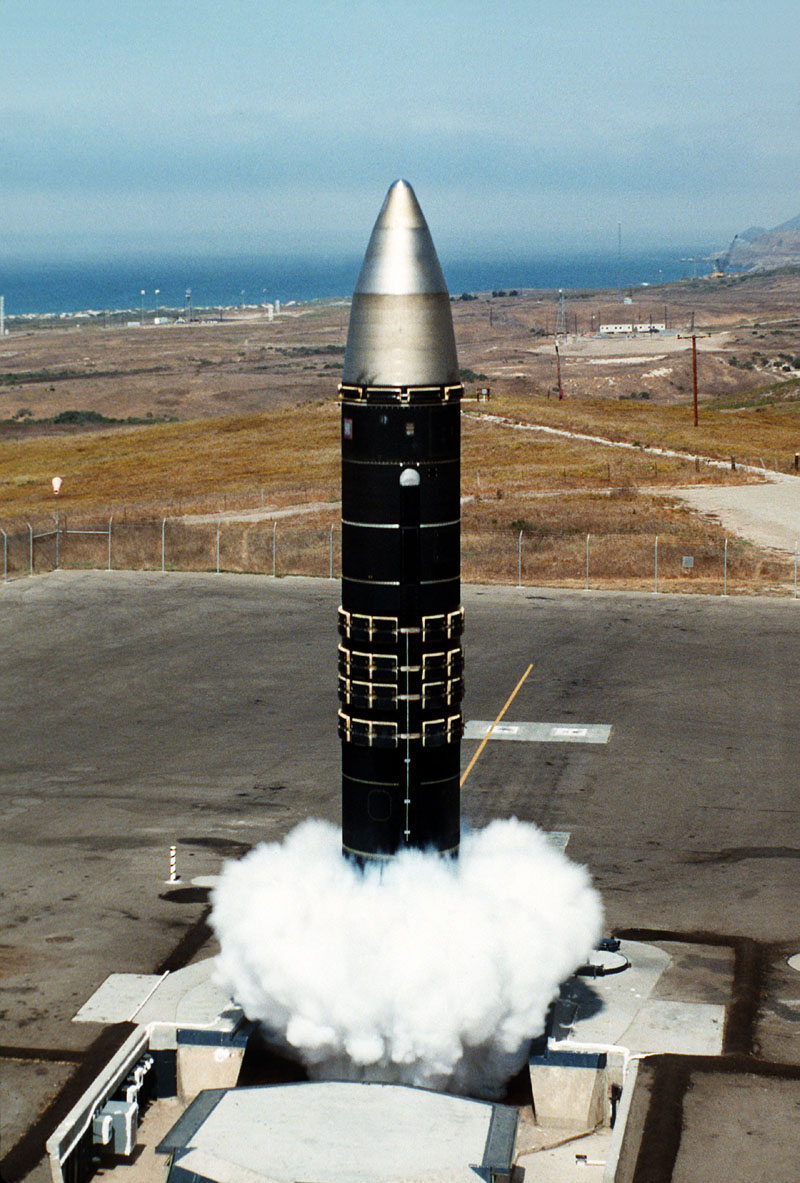
Tổ hợp phóng tên lửa LGM-118 Peacekeeper.
Trung tâm chỉ huy November-1 của ICBM Minuteman III.
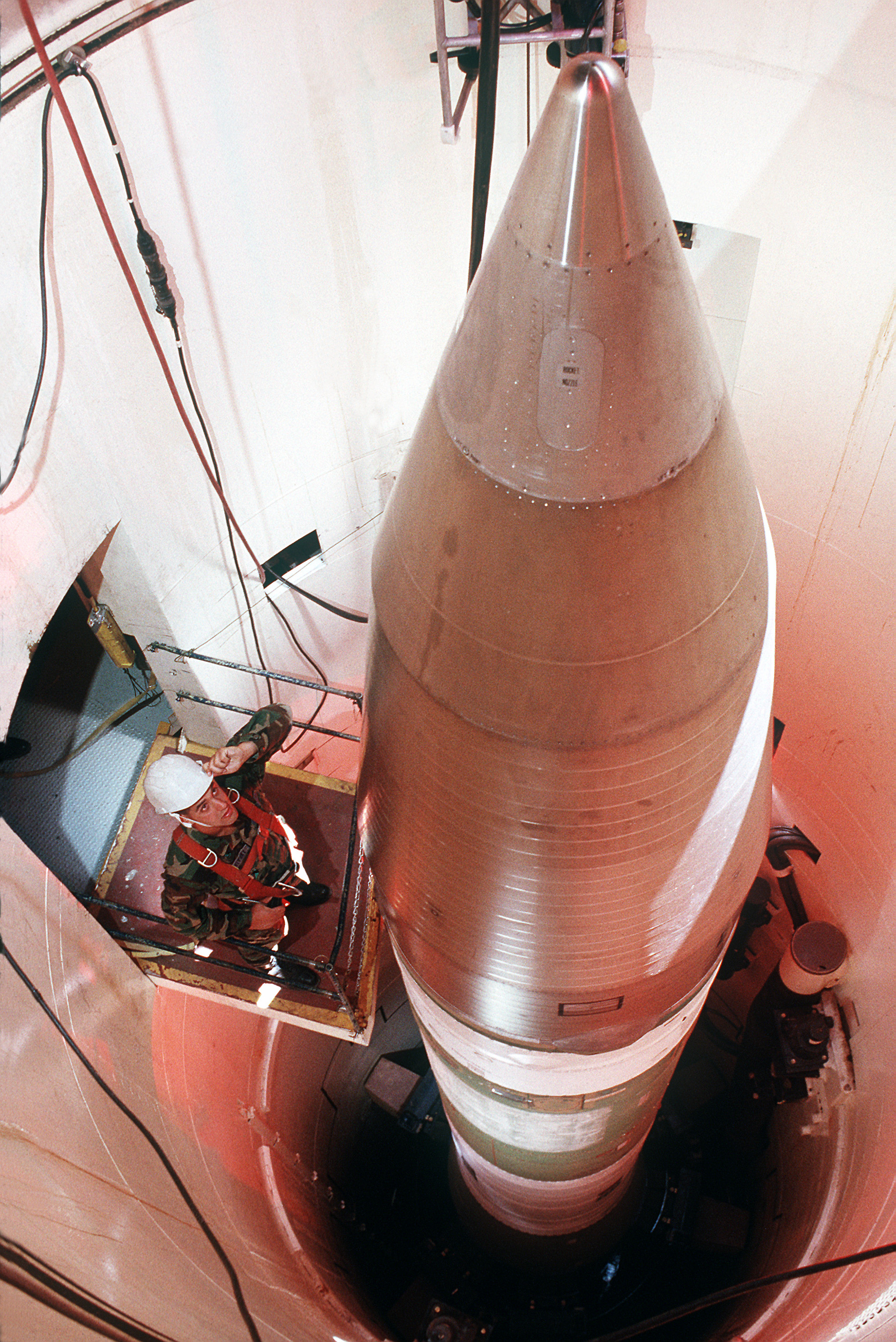
Tên lửa Minuteman III bên trong giếng phóng.

## Liên Xô
Liên Xô cũ cũng triển khai giếng phóng tên lửa ICBM trên lãnh thổ Nga và các nước thuộc Liên Bang trong Chiến tranh Lạnh, điển hình như Căn cứ tên lửa Plokštinė tại Lithuania. Trung tâm cảnh báo sớm tên lửa đạn đạo gần Solnechnogorsk ngoại ô Moskva, được hoàn thiện vào năm 1971, và vẫn còn được Liên Bang Nga vận hành.

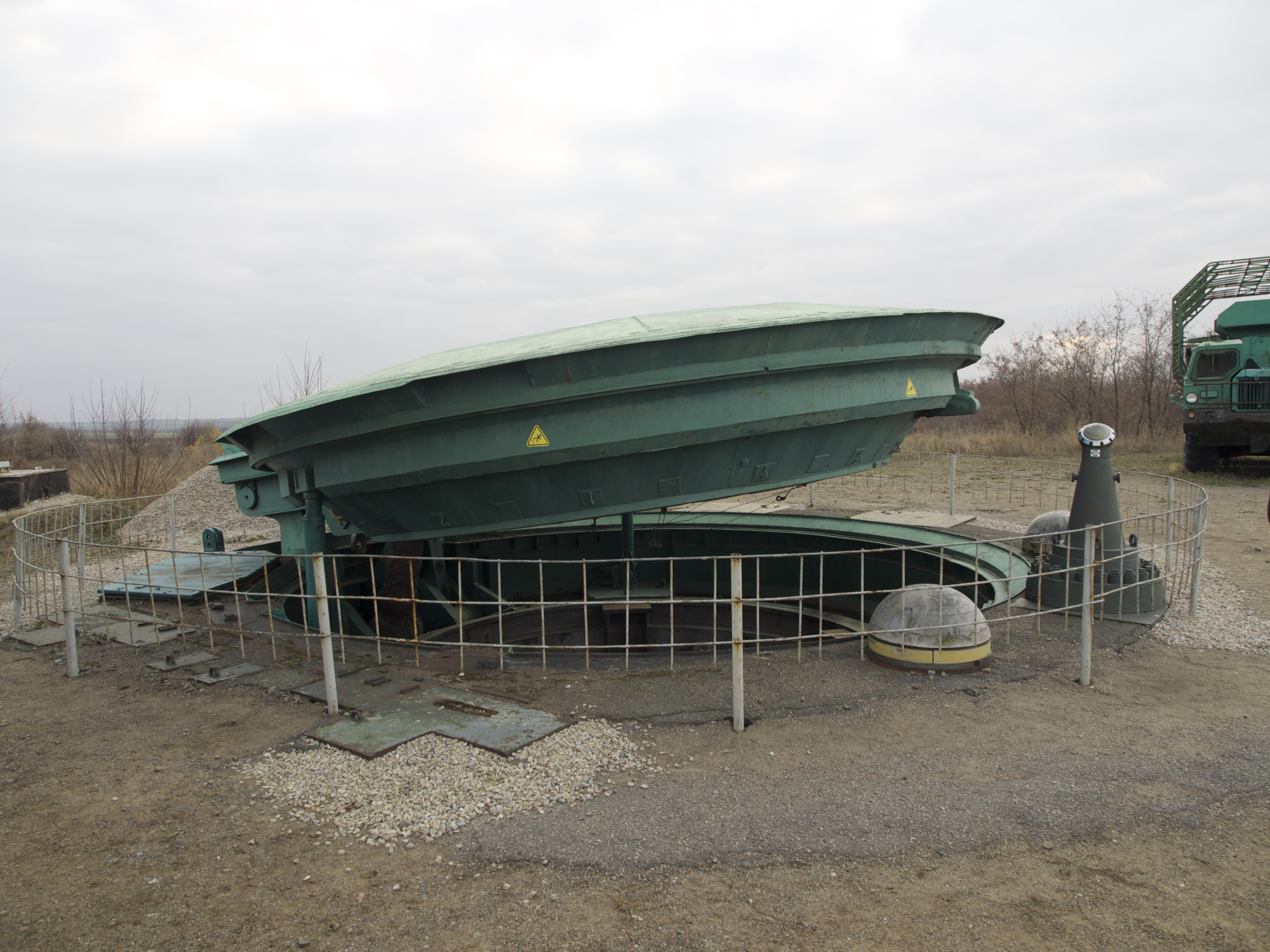
Giếng phóng ICBM RT-23/SS-24 Molodets gần Pervomaysk Ukraine.
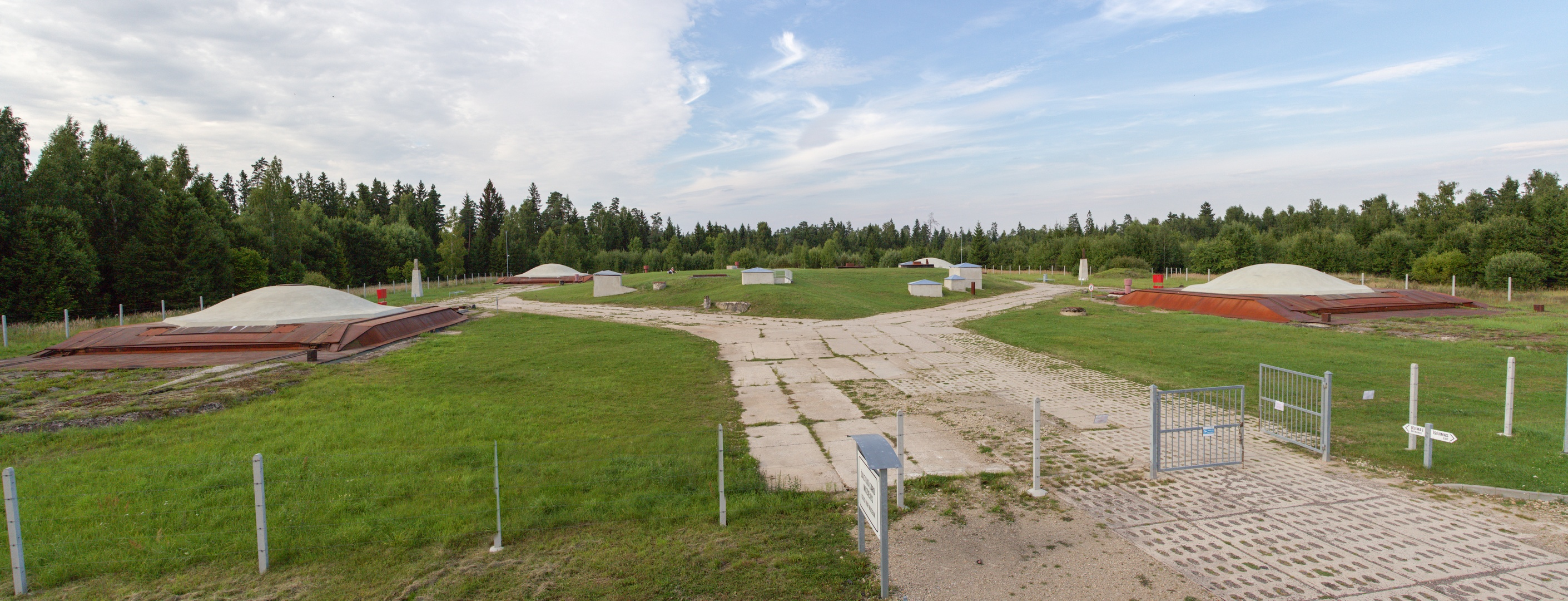
Trung tâm phóng tên lửa R-12 Dvina tại Plokštinė.
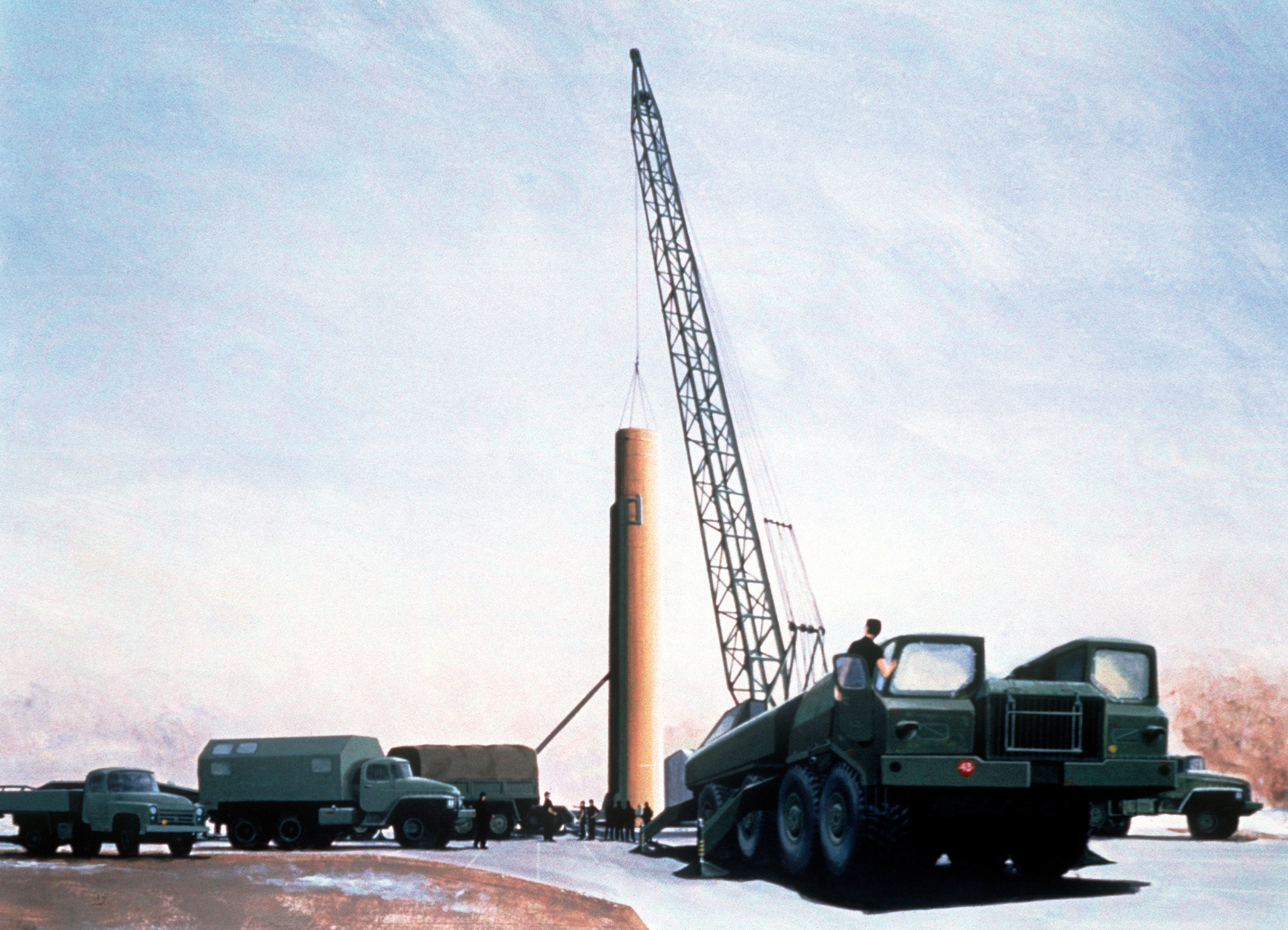
Tên lửa R-36 đang được hạ xuống giếng phóng.

## Các bảo tàng
- Titan Missile Museum Titan II ICBM 571-7 site
- Minuteman Missile National Historic Site Minuteman II ICBM LCC + D-09 silo
- Quebec-One Missile Alert Facility Peacekeeper ICBM Q-01 site
- Ronald Reagan Minuteman Missile State Historic Site Minuteman II ICBM O-01 MAF + N-33 LF
- Strategic missile forces museum in Ukraine RT-23/SS-24 Molodets ICBM UCP + silo
- Plokštinė missile base R-12 Dvina MRBM base
- Nike Missile Site SF-88 Nike 2B/12H, 20A/8L-U ABM SF-88 site
- RSL-3 Safeguard Program Remote Sprint Launchers 3 site

## References
1. ↑  Archived at Ghostarchive and the Wayback Machine: "Пуск Ракеты "ЯРС" РС-24 The launch of a Rocket "YARS" RS -24". YouTube.
2. ↑  Sanders, Terence R. B. (1945). "Wizernes". Investigation of the "Heavy" Crossbow Installations in Northern France. Report by the Sanders Mission to the Chairman of the Crossbow Committee. III. Technical details.
3. ↑  "Minuteman Missiles on the Great Plain" (web). National Park Service. ngày 6 tháng 4 năm 2017. Truy cập ngày 21 tháng 2 năm 2019.
4. 1 2  Winkler, David F.; Lonnquest, John C. (ngày 1 tháng 11 năm 1996). "To Defend and Deter: The Legacy of the United States Cold War Missile Program" (bằng tiếng Anh). Lưu trữ bản gốc ngày 17 tháng 4 năm 2019. {{Chú thích tạp chí}}: Chú thích magazine cần |magazine= (trợ giúp)
5. ↑  Ed Magnuson; Neil MacNeil (ngày 20 tháng 12 năm 1982). "Dense Pack Gets Blasted". Time. Bản gốc (web) lưu trữ ngày 12 tháng 6 năm 2010. Truy cập ngày 27 tháng 12 năm 2008.

Bản mẫu:Man-made and man-related Subterranea
Bản mẫu:Fortifications